# Glenea subbasalis
Glenea subbasalis là một loài bọ cánh cứng trong họ Cerambycidae.